# Nahuel Valentini
Nahuel Valentini (Fighiera, Provincia de Santa Fe, Argentina, 19 de septiembre de 1988) es un futbolista argentino. Juega de defensa central en el Sestri Levante de la Serie C de Italia.

## Trayectoria

### Rosario Central
Llegó a Rosario Central con 6 años porque vivía en las cercanás del club y su padre era empleado del mismo. Desde pequeño fue compañero de Ángel Di María, Milton Caraglio y Emiliano Vecchio ya que todos son nacidos en el año 1988. Obtuvo los títulos de séptima y cuarta división de AFA, y anotó 20 goles entre reserva y categorías juveniles. Su debut en primera división fue el 5 de abril de 2008 en un clásico ante Newell's Old Boys, donde su equipo perdió 1 a 0 (Nahuel se fue reemplazado en el entretiempo).
Su segundo partido en primera fue en el Torneo Apertura de ese año ante Argentinos Juniors por la decimoséptima fecha. Nahuel no pudo lograr continuidad durante la temporada, sin embargo jugó ambos partidos por la promoción ante Belgrano de Córdoba, donde Central logró mantener su lugar en la máxima categoría del fútbol argentino.
Si bien Valentini no se ganó su lugar como titular en la temporada 2009-10, disputó la mayoría de los partidos. A pesar de realizar un buen Torneo Apertura, su equipo tuvo que revalidar su lugar en primera una vez más y esta vez no pudo con All Boys por lo que descendió a segunda división. Durante el primer torneo en la Primera B Nacional fue titular en la mayoría de los partidos pero el equipo no tuvo un buen campeonato y no logró el ascenso.
En el 2011 Valentini logró mejorar su nivel como jugador gracias a la experiencia de Matías Lequi y Leonardo Talamonti, incorporados en ese torneo al equipo. Logró cambiar la imagen que traía de los torneos anteriores, ya que llegó a ser resistido por la hinchada. En la fecha 21 del torneo Nacional B, enfrentando a Gimnasia y Esgrima de La Plata, le hizo un polémico penal a Leonel Altobelli y su equipo terminó perdiendo por 1 a 0 en el Bosque. Con el correr de los partidos logró hacerse el lugar de titular en la zaga central y convirtió un gol ante Huracán, sin embargo el tanto fue otorgado a Gonzalo Castillejos quien empujó la pelota apenas ingresada al arco. Al final de la temporada su equipo volvió a quedar condenado a jugar un año más en la segunda división ya que no pudo superar en la Promoción a San Martín de San Juan. En esta tercera temporada en el Club de Arroyito, con la llegada de Miguel Ángel Russo, tras no ser muy tenido en cuenta en los primeros partidos, vuelve a cumplir zaga central junto con Franco Peppino, siendo uno de los principales artifices del gran momento futbolístico de Central, llegando incluso a ser visto por varios clubes italianos. Tras muy buenas actuaciones durante esta temporada 2012/13, y al estar a un paso del ascenso con el club de sus amores, su renovación se ve complicada, por lo que podría partir del Club de Rosario, a pesar de las ganas del técnico y la dirigencia, de su renovación.

### Real Oviedo
En julio de 2017, ficha por el Real Oviedo por dos temporadas.

## Estadísticas
Actualizado al último partido disputado el 25 de marzo de 2023.
| Club                      | Div.          | Temporada     | Liga  | Liga  | Copas nacionales | Copas nacionales | Copas internacionales | Copas internacionales | Total | Total |
| Club                      | Div.          | Temporada     | Part. | Goles | Part.            | Goles            | Part.                 | Goles                 | Part. | Goles |
| ------------------------- | ------------- | ------------- | ----- | ----- | ---------------- | ---------------- | --------------------- | --------------------- | ----- | ----- |
| Rosario Central Argentina | 1ª            | 2007-08       | 1     | 0     | —                | —                | —                     | —                     | 1     | 0     |
| Rosario Central Argentina | 1ª            | 2008-09       | 10    | 0     | —                | —                | —                     | —                     | 10    | 0     |
| Rosario Central Argentina | 1ª            | 2009-10       | 22    | 0     | —                | —                | —                     | —                     | 22    | 0     |
| Rosario Central Argentina | 2ª            | 2010-11       | 31    | 0     | —                | —                | —                     | —                     | 31    | 0     |
| Rosario Central Argentina | 2ª            | 2011-12       | 33    | 0     | 3                | 0                | —                     | —                     | 36    | 0     |
| Rosario Central Argentina | 2ª            | 2012-13       | 28    | 2     | —                | —                | —                     | —                     | 28    | 2     |
| Rosario Central Argentina | Total club    | Total club    | 0     | 0     | 0                | 0                | 0                     | 0                     | 0     | 0     |
| Livorno · Italia          | 1ª            | 2013-14       | 16    | 0     | 1                | 0                | —                     | —                     | 17    | 0     |
| Livorno · Italia          | Total club    | Total club    | 0     | 0     | 0                | 0                | 0                     | 0                     | 0     | 0     |
| Spezia · Italia           | 2ª            | 2014-15       | 25    | 2     | —                | —                | —                     | —                     | 25    | 2     |
| Spezia · Italia           | 2ª            | 2015-16       | 28    | 0     | 3                | 0                | —                     | —                     | 31    | 0     |
| Spezia · Italia           | 2ª            | 2016-17       | 37    | 1     | 4                | 1                | —                     | —                     | 41    | 2     |
| Spezia · Italia           | Total club    | Total club    | 0     | 0     | 0                | 0                | 0                     | 0                     | 0     | 0     |
| Real Oviedo · España      | 2.ª           | 2017-18       | 7     | 0     | 1                | 0                | —                     | —                     | 8     | 0     |
| Real Oviedo · España      | Total club    | Total club    | 0     | 0     | 0                | 0                | 0                     | 0                     | 0     | 0     |
| Ascoli · Italia           | 2ª            | 2018-19       | 24    | 1     | —                | —                | —                     | —                     | 24    | 1     |
| Ascoli · Italia           | 2ª            | 2019-20       | 13    | 0     | 2                | 0                | —                     | —                     | 15    | 0     |
| Ascoli · Italia           | Total club    | Total club    | 0     | 0     | 0                | 0                | 0                     | 0                     | 0     | 0     |
| Calcio Padova · Italia    | 3.ª           | 2020-21       | 5     | 0     | 2                | 0                | —                     | —                     | 7     | 0     |
| Calcio Padova · Italia    | 3.ª           | 2021-22       | 26    | 1     | 1                | 0                | —                     | —                     | 27    | 1     |
| Calcio Padova · Italia    | 3.ª           | 2022-23       | 33    | 1     | 0                | 0                | —                     | —                     | 33    | 1     |
| Calcio Padova · Italia    | Total club    | Total club    | 0     | 0     | 0                | 0                | 0                     | 0                     | 0     | 0     |
| Vicenza · Italia          | 2ª            | 2020-21       | 12    | 2     | —                | —                | —                     | —                     | 12    | 2     |
| Vicenza · Italia          | Total club    | Total club    | 0     | 0     | 0                | 0                | 0                     | 0                     | 0     | 0     |
| Total carrera             | Total carrera | Total carrera | 351   | 10    | 17               | 1                | 0                     | 0                     | 368   | 11    |

## Palmarés

### Campeonatos nacionales
| Título             | Club            | País      | Año  |
| ------------------ | --------------- | --------- | ---- |
| Primera B Nacional | Rosario Central | Argentina | 2013 |